# Kleinpörthen
Kleinpörthen ist ein zur Ortschaft Wittgendorf gehöriger Ortsteil der Gemeinde Schnaudertal im Burgenlandkreis (Sachsen-Anhalt).

## Geografie
Kleinpörthen befindet sich im Zentrum der Gemeinde Schnaudertal südöstlich von Zeitz an der Landesgrenze zu Thüringen. Im Ort entspringt der Kleinpörthener Graben, ein Zufluss der Lindenberger Schnauder.
| Nedissen    | Großpörthen                                 | Dragsdorf   |
| Loitzschütz | Kompassrose, die auf Nachbargemeinden zeigt | Wittgendorf |
| Heuckewalde | Wüstenroda                                  | Dragsdorf   |

## Geschichte

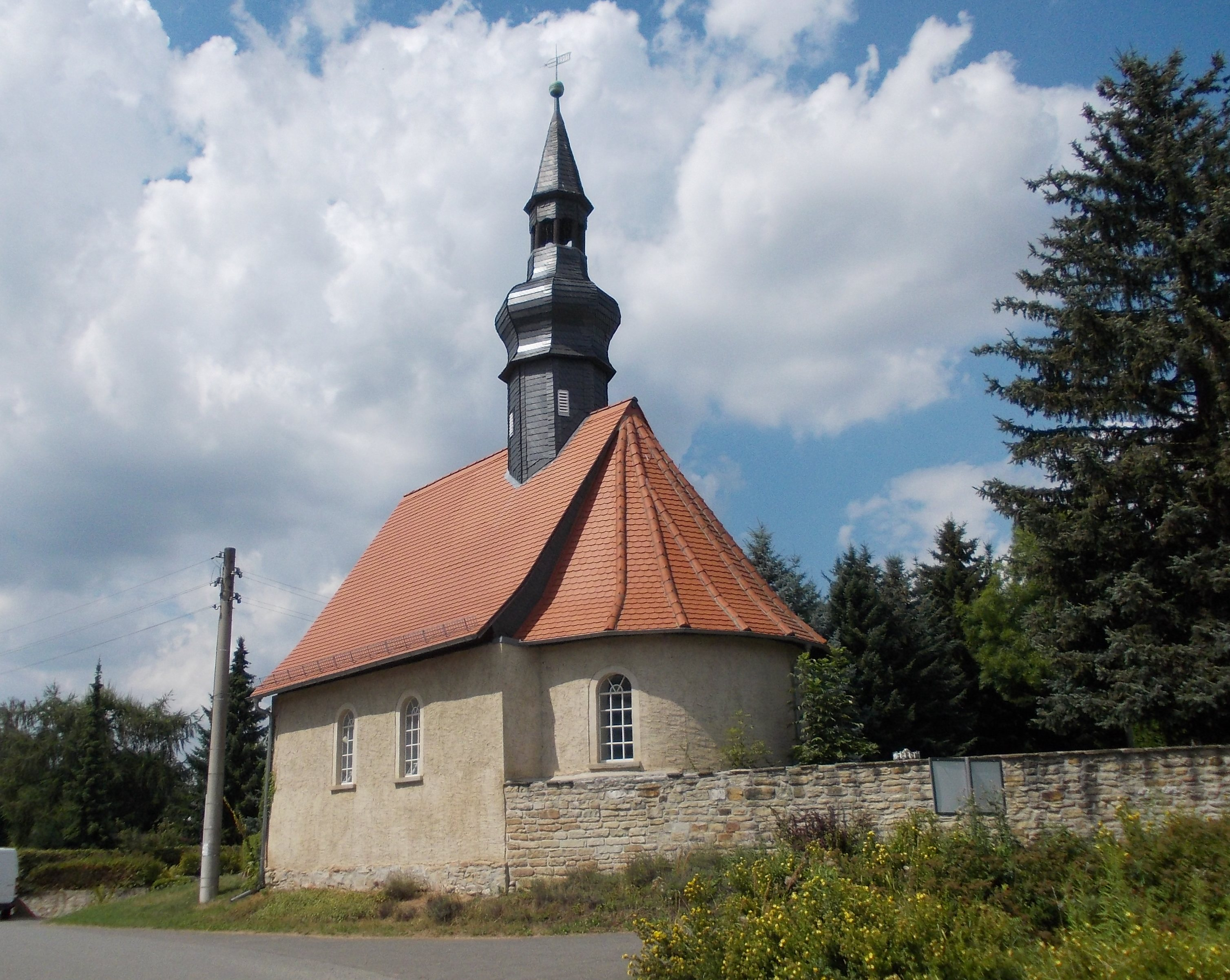
Kleinpörthen, Kirche

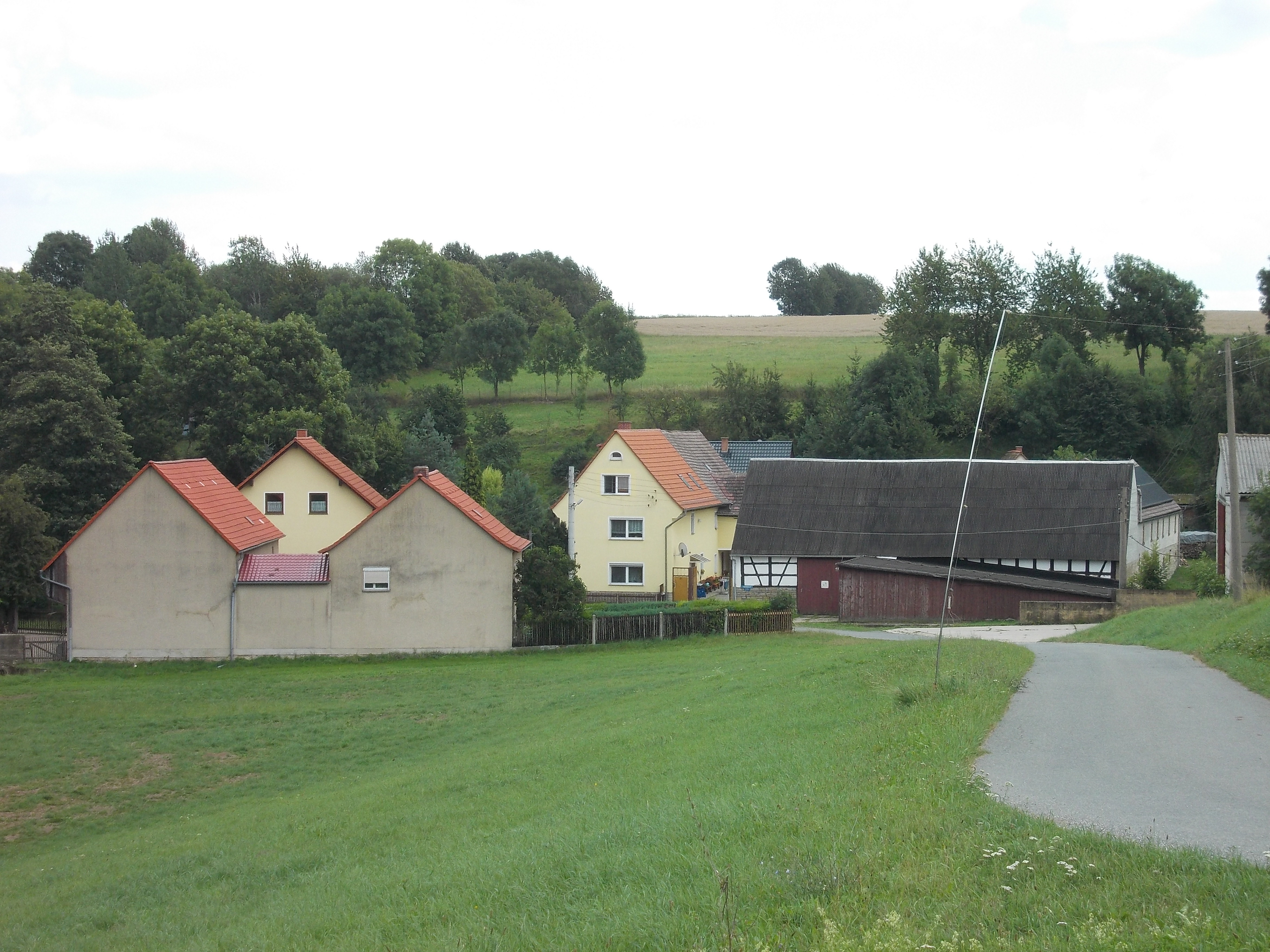
Kölbismühle

Kleinpörthen lag im Bezirk des Gerichts zum Roten Graben, der im Jahr 1286 an das Hochstift Naumburg-Zeitz kam. Zinsen und Zubehör von Kleinpörthen, ohne das Gericht über Hals und Hand kamen am 3. August 1435 durch Verkauf an die von Kreutzen. Zwischen 1464 und 1505 war der Ort Lehen derer von Kreutzen. Kleinpörthen lag bis 1815 im Amt Zeitz, das als Teil des Hochstifts Naumburg-Zeitz seit 1561 unter kursächsischer Hoheit stand und zwischen 1656/57 und 1718 zum Sekundogenitur-Fürstentum Sachsen-Zeitz gehörte.
Durch die Beschlüsse des Wiener Kongresses kam Kleinpörthen mit dem Amt Zeitz im Jahr 1815 zu Preußen. Der Ort wurde 1816 dem Kreis Zeitz im Regierungsbezirk Merseburg der Provinz Sachsen zugeteilt. Nach der Auflösung der preußischen Provinz Sachsen (1815–1944) wurde am 1. Juli 1944 der Regierungsbezirk Merseburg zur Provinz Halle-Merseburg (1944–1945), zu dem nun auch Kleinpörthen im Landkreis Zeitz gehörte. Nach dem Zweiten Weltkrieg kam der Ort zum Land Sachsen-Anhalt.
Am 1. Juli 1950 wurde Kleinpörthen nach Wittgendorf eingemeindet. Mit der Verwaltungsreform in der DDR am 25. Juli 1952 kam Kleinpörthen als Ortsteil der Gemeinde Wittgendorf an den Kreis Zeitz im Bezirk Halle, der seit 1990 als Landkreis Zeitz im Land Sachsen-Anhalt fortgeführt wurde und 1994 zum Burgenlandkreis kam.
Durch Fusion der Gemeinde Wittgendorf mit der Gemeinde Bröckau kam Kleinpörthen am 1. Januar 2010 zur Gemeinde Schnaudertal. Seitdem gehört Kleinpörthen zum Ortsteil Wittgendorf.